# Boganangone
Boganangone ou Boganangoné est une localité de la commune de Boutélossi en République centrafricaine située dans la préfecture de Lobaye dont elle constitue le chef-lieu de l'une des cinq sous-préfectures.

## Géographie
Boganangone est située à 145 km au nord de Mbaïki.
En 2003, la sous-préfecture compte 24 322 habitants.

## Histoire
Le poste administratif de Boganangone devient la 5e sous-préfecture de la préfecture de la Lobaye à partir du 2 mai 2002.

## Administration
Boutélossi est l'unique commune de la sous-préfecture.

## Représentation politique
La sous-préfecture de Boganangone est constituée d’une circonscription électorale législative.
| Date d'élection | Identité                    | Parti       |
| --------------- | --------------------------- | ----------- |
| 2016            | Robertson Saïtoua Be Mangoe | indépendant |